# Glossosoma velona
Glossosoma velona är en nattsländeart som beskrevs av Ross 1938. Glossosoma velona ingår i släktet Glossosoma och familjen stenhusnattsländor. Inga underarter finns listade i Catalogue of Life.